# Arkadiusz Radomski
Arkadiusz "Arek" Radomski (Gniezno, 27 de junho de 1977) é um ex-futebolista polonês.
Se destacou também no Heerenveen e no Áustria Viena, após passagens obscuras por Lech Poznań
 Veendam.
Radomski disputou a Copa de 2006, e foi titular nos três jogos da equipe, eliminada na primeira fase.